# Lucjan Byczkowski
Lucjan Byczkowski, Lucjan Tadeusz Kazimierz Byczkowski-Topór (ur. 15 maja 1892 w Piotrkowie, zm. 1963 ? w Kalifornii) – polski handlowiec i działacz gospodarczy oraz duński urzędnik konsularny. 

## Życiorys
Syn Antoniego i Janiny zd. Makomaskiej. Absolwent gimnazjum w Piotrkowie i Akademii Handlowej (Institut Supérieur de Commerce de l'État, Hoger Handelsgesticht) w Antwerpii. Był ochotnikiem Wojska Polskiego (1918–1920). Pełnił funkcję zastępcy dyrektora towarzystwa eksportowego w Belgii (1922–1927). Następnie stał się jednym z czołowych działaczy gospodarczych w Gdyni, współorganizując firmę spedycyjną – Warszawskie Towarzystwo Transportowe w Gdyni (1927–), działaczem b. wielu organizacji samorządowych i branżowych jak np. wiceprezesem Rady Interesantów Portu, Związku Przedsiębiorstw Transportowych w Gdyni, prezesem oddziału morskiego Polsko-Węgierskiej Izby Handlowej (Lengyel-Magyar-Kereskedelmi Kamara), oraz arbitrem handlowym Izby Przemysłowo-Handlowej. Władze Danii i Islandii powołały go na stanowisko wicekonsula/konsula w Gdyni (1931–1939). W okresie II wojny światowej pracował w Ministerstwie Handlu rządu polskiego na uchodźstwie w Londynie, pełniąc funkcję komisarza towarzystw rybołówstwa morskiego. Po wyzwoleniu emigrował do Kanady a następnie do Kalifornii, gdzie zmarł.